# Begoña Román
Begoña Román Maestre (Petrel, 1965) es una filósofa, profesora universitaria e investigadora española.

## Biografía
Begoña Román nació en la localidad alicantina de Petrel. Se doctoró en Filosofía por la Universidad de Barcelona en 1993 con una tesis titulada La Comunidad humana en la filosofía práctica de I. Kant bajo la dirección de Artur Juncosa Carbonell, universidad en donde en la actualidad (2021) es profesora. Con anterioridad fue profesora de la Universidad Ramon Llull y directora de la Cátedra de Ética de la misma (1996-2007). Es miembro del grupo consolidado de investigación «Aporía: Filosofía contemporánea, Ética y Política». Su ámbito de especialización es la ética aplicada a entornos profesionales y organizativos, ámbitos en los que imparte docencia universitaria y formación en instituciones.
Preside el Comité de Ética de los Servicios Sociales de Cataluña y es vocal del Comité de Bioética de Cataluña. Además de una cincuentena de artículos en revistas especializadas, ha dirigido diecisiete tesis doctorales y entre sus últimas publicaciones cabe destacar Ética en los servicios sociales (Herder, 2016) y, junto con Francisco Esteban, ¿Quo vadis, Universidad? (UOC, 2016). Ha coordinado Hacia una sociedad responsable: reflexiones desde las éticas aplicadas, (Prohom Edicions, 2006), Por una ética ecológica (Prohom Edicions, 2005) y Por una ética docente (Prohom Edicions, 2003) y ha sido coeditora con Josep Maria Esquirol de La confidencialidad en la salud mental de la era digital (2017) y Diagnóstico en salud mental: una aproximación ética (2016).